# Idealno tvoja
Idealno tvoja debitantski je studijski album pjevačice Seke Aleksić. Izdao ga je Grand Production 5. svibnja 2002. godine. Na albumu se nalazi deset pjesama.

## Popis pjesama
| Br. | Skladba                   | Trajanje |
| --- | ------------------------- | -------- |
| 1.  | »Opet«                    | 3:27     |
| 2.  | »U kafani punoj dima«     | 3:47     |
| 3.  | »Ne, nije«                | 3:52     |
| 4.  | »K'o ta čaša«             | 3:38     |
| 5.  | »Jer takva sam se rodila« | 3:04     |
| 6.  | »Da sam muško«            | 3:54     |
| 7.  | »Sve je laž«              | 3:41     |
| 8.  | »Izdajice«                | 3:11     |
| 9.  | »Nemoj doći, ne«          | 3:35     |
| 10. | »Idealno tvoja«           | 3:28     |

## Izdanja
| Regija         | Datum            | Format(i) | Izdavač          |
| -------------- | ---------------- | --------- | ---------------- |
| SR Jugoslavija | 5. svibnja 2002. | CD        | Grand Production |
| Europa         | 5. svibnja 2002. | kaseta    | Grand Production |